# Erste Klasse 1913/1914
Třetí ročník Erste Klasse (1. rakouské fotbalové ligy) se konal od 31. srpna 1913 do 29. června 1914.
Soutěže se zúčastnilo opět deset klubů. Hrálo se v jedné skupině každý s každým. Ligu vyhrál poprvé ve své klubové historii Wiener AF.